# Puntillita
Manuel Licea Lamouth más conocido como Puntillita (Yareyal, Holguín, 4 de enero de 1927 - La Habana, 4 de diciembre de 2000) fue un cantante de música tradicional cubana. Puntillita estuvo activo en los años 1940 y 50, y más tarde se unió a otros músicos cubanos dirigidos por el guitarrista estadounidense Ry Cooder para formar el Buena Vista Social Club.

## Inicios
Fue miembro del conjunto Hermanos Licea en la década de 1940 en Camagüey. Comenzó a cantar con la Orquesta Escorcia y fue percusionista en la Orquesta Tentación. En 1945 se fue a La Habana a cantar en la banda del trompetista Julio Cueva. Consiguió su apodo gracias a la canción Son de la Puntillita, que cantó con la banda. 
Llegó a alcanzar gran popularidad en la década de 1950 como solista en Radio Cadena Habana. En la Ciudad de México, canta con figuras cubanas de la talla de Celia Cruz y Benny Moré. Con el Conjunto Sonora Matancera participó en el Cabaret Antillano interpretando sólo una canción como primera voz: "El Gallo, la gallina y el caballo".
Tras este exitoso período, se fue retirando gradualmente de los grandes escenarios, siendo participante de eventos de carácter más reservado.

## Relanzamiento de su carrera
En la década de 1990, Juan de Marcos González se acercó a Puntillita para integrarlo a los Afro-Cuban All Stars, que contó con muchos músicos de la época prerrevolucionaria de La Habana. Realiza una gira por Sudamérica y Europa con el grupo. Puntillita fue incluido más tarde en el Buena Vista Social Club y en el documental del mismo nombre; compartiendo con artistas como Ibrahim Ferrer, Compay Segundo, Omara Portuondo, Rubén González y Pío Leyva, entre otros. 
Fue la primera voz en la última pista del disco: "La Bayamesa", compuesta por Sindo Garay; pero también estuvo presente en "El cuarto de Tula", compuesta por Sergio Siaba e interpretada junto a Eliades Ochoa e Ibrahim Ferrer.
Con este grupo también se presentó en una histórica actuación en el prestigioso Carnegie Hall de Nueva York, participando en la grabación de un segundo disco, Buena Vista Social Club live at Carnegie Hall.
Luego de una gira a Japón a finales de 1999 con otros miembros del grupo Afro-Cuban All Stars, sufre una recaída de la diabetes que padecía; este hecho obliga su pronta hospitalización y provoca un notable deterioro a su estado de salud. Posteriormente falleció de una neumonía en La Habana el 4 de diciembre de 2000.